# Codex Venetus Graecus 821

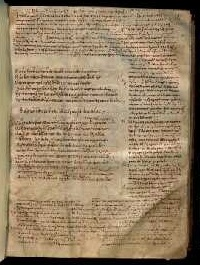
Codex Venetus Graecus 821, na marginesach scholia z komentarzem

Codex Venetus Graecus 821, znany też jako Codex Venetus B – rękopis Iliady, jeden z cenniejszych jej rękopisów, wykorzystywany w krytycznych wydaniach greckiego tekstu Iliady, oznaczany przy pomocy siglum B. Obecnie datowany jest na XI wiek (według Allena nie później niż 1050). Jako prawdopodobne miejsce powstania kodeksu wskazywany jest Konstantynopol. Przechowywany jest w Biblioteca Marciana (gr. 821, dawniej pod numerem 453) w Wenecji. Pochodzi ze zbiorów Bessariona, który w 1468 sprezentował go dla przyszłej biblioteki w Wenecji.
Kodeks składa się z 338 pergaminowych kart. Niektóre z kart zostały uzupełnione później.
Tekst pisany jest minuskułą, litery są wielkich rozmiarów. Na marginesie znajdują się scholia, które pełnią rolę komentarza. Pod względem tekstualnym jest pokrewny dla kodeksu Townleianus (T), którego jest bliźniaczym rękopisem. Oba rękopisy pochodzą z tego samego archetypu.
Tekst rękopisu został skolacjonowany przez Heynego. Heyne rzadko go cytował w swoim wydaniu Iliady.